# John Sparkman
John Jackson Sparkman (Hartselle, 20 dicembre 1899 – Huntsville, 16 novembre 1985) è stato un politico, avvocato e giurista statunitense.
Membro del Partito Democratico, è stato senatore per lo stato dell'Alabama e candidato vicepresidente per le elezioni presidenziali del 1952 insieme al candidato presidente Adlai Stevenson II.

## Biografia
Sparkman è nato in una fattoria vicino a Hartselle, in Alabama, ed è cresciuto in una capanna di quattro stanze con i suoi undici fratelli e sorelle. Suo padre era un fittavolo e fungeva anche da vice sceriffo della contea. Da bambino, John Sparkman ha lavorato nella fattoria di suo padre raccogliendo cotone.
Nel 1917 si iscrisse all'Università dell'Alabama. Durante la prima guerra mondiale, era un membro del Corpo d'addestramento dell'esercito degli studenti. Lavorava spalando carbone nel locale caldaia dell'università per pagare la sua istruzione. Ha lavorato al Crimson White, il giornale dell'università, diventando il redattore capo del giornale ed è stato presidente del corpo studentesco della sua classe. Ricevette poi una borsa di studio per l'insegnamento in storia e scienze politiche. Ha conseguito il Bachelor of Arts nel 1921 e la laurea in giurisprudenza due anni dopo. Nel 1924 Sparkman ha conseguito il master in storia.
Ha lavorato per un breve periodo come insegnante di una scuola superiore prima di essere iscritto all'ordine degli avvocati dell'Alabama. Ha iniziato la sua professione a Huntsville. Fu coinvolto in molte organizzazioni civiche, incluso il servizio come governatore distrettuale del Kiwanis Club di Huntsville nel 1930 e in seguito come presidente della Camera di Commercio di Huntsville. Massone, era membro a vita della Helion Lodge 1 a Huntsville.
Nel 1936 si candidò per il Partito Democratico alla Camera dei rappresentanti per l'8º distretto dell'Alabama, vincendo a pienissimi voti. Rieletto fino al 1944, fu eletto Whip della Maggioranza alla Camera nel 1946. Si dimise dieci mesi dopo, nel novembre dello stesso anno, dopo essere stato eletto senatore del proprio stato alle elezioni speciali indette dopo la morte del senatore in carica John H. Bankhead II.
Nel 1952 è stato scelto da Adlai Stevenson II come candidato vicepresidente per la campagna delle presidenziali di quell'anno. Dopo la sconfitta a quest'ultime, mantenne la carica di senatore fino al 1979.
Morì il 16 novembre 1985 per un arresto cardiaco all'età di 85 anni.